# Centre Recreatiu (Sant Llorenç d'Hortons)
Centre Recreatiu és un edifici del municipi de Sant Llorenç d'Hortons (Alt Penedès) inclosa en l'Inventari del Patrimoni Arquitectònic de Catalunya, dissenyat per l'arquitecte Pere Ros i Tort (1848-1922) i construït de 1905 a 1907.

## Descripció
L'edifici té una sola nau amb coberta a dues aigües. La façana frontal és de composició simètrica amb porta central, una finestra a banda i banda i ulls de bou superior. Té coronament de línies sobreaixecades corbes, a la part central. Totes les obertures són ornamentades amb línies ondulades sobre la llinda. A l'interior hi ha una sala de ball amb boca d'escenari i galeria. Adossat hi ha un altre local on hi ha el cafè. El grup «Els Blancs», una associació republicana de treballadors del camp en va promoure la construcció a principi del segle xx.